# Leśnogóra (Pasmo Wolińskie)
Leśnogóra – wzniesienie o wysokości 91,2 m n.p.m. w Paśmie Wolińskim na wyspie Wolin na obszarze Wolińskiego Parku Narodowego. 
Na południe od wzgórza przebiega droga krajowa nr 3. Dawniej na szczycie wzgórza znajdowała się wieża widokowa.
Ok. 0,6 km na zachód znajduje się wzniesienie Suchogórz.

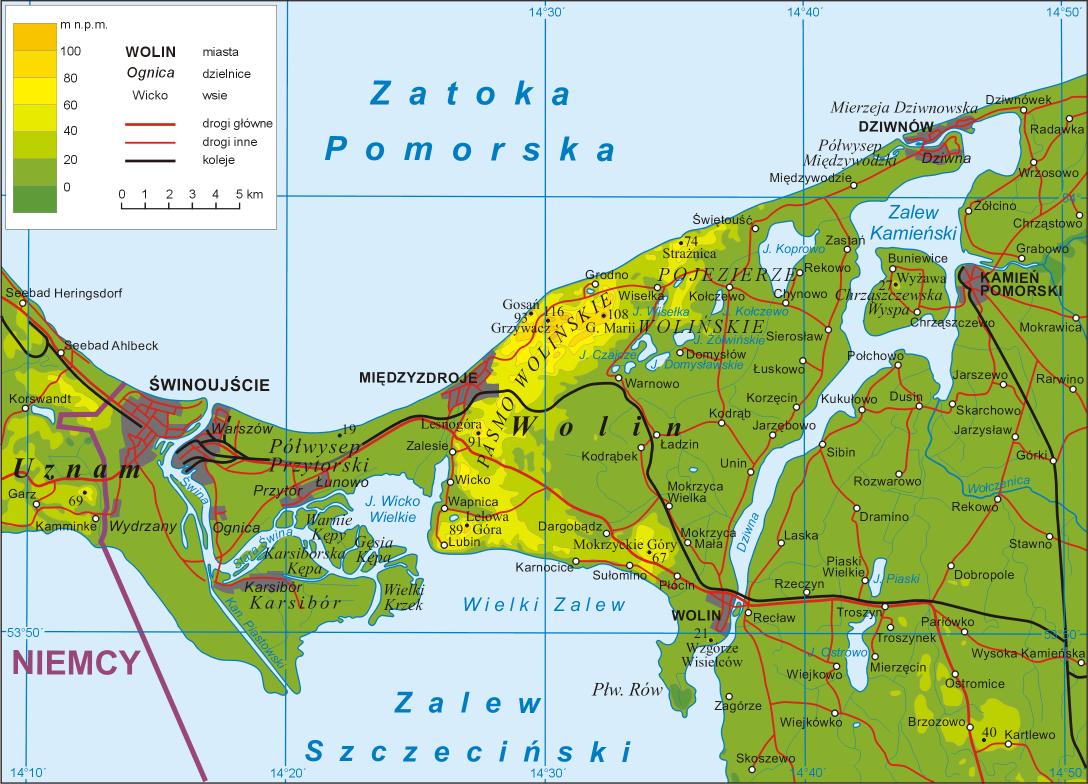
Mapa wyspy Wolin z naniesioną Leśnogórą

Nazwę Leśnogóra wprowadzono urzędowo rozporządzeniem w 1949 roku, zastępując poprzednią niemiecką nazwę Brand Berg.